# OFDM
OFDM (anglicky Orthogonal Frequency Division Multiplexing, ortogonální multiplex s frekvenčním dělením) je širokopásmová modulace využívající frekvenční dělení kanálu. Pracuje s tzv. rozprostřeným spektrem, kdy je signál vysílán na více vzájemně ortogonálních frekvencích , které jsou označovány jako subnosné.
Modulační metoda OFDM spočívá v použití několika stovek až tisíců subnosných frekvencí. Subnosné frekvence jsou dále modulovány dle potřeby různě robustními modulacemi například: QPSK, 16-QAM nebo 64-QAM. Jednotlivé subnosné jsou vzájemně ortogonální, takže maximum každé nosné by se mělo překrývat s minimy ostatních. Datový tok celého kanálu se tak dělí na stovky dílčích datových toků jednotlivých subnosných. Poněvadž jsou ve výsledku toky na jednotlivých subnosných malé, je možné vkládat ochranný interval (GI) – čas, kdy se nevysílá žádná nová informace. Na přijímací straně je tak možné nerušeně přijmout (právě) vysílaný symbol, i když přichází k přijímači více cestami s různým zpožděním. Stejný symbol přijatý vícekrát s různým zpožděním tak může odpovídat i více vysílačům. Přijímané výkonové úrovně více vysílačů resp. odrazů se tak na přijímací straně do jisté míry sčítají.
OFDM se používá mimo jiné pro přenos signálu v ADSL, bezdrátových sítích standardu IEEE 802.11a/g, WiMAX, LTE a standardech pro digitální rozhlas DAB a digitální televizi DVB-T.